# Файн Веніамін Мойсейович
Веніамін Файн (рос. Вениамин Моисеевич Файн, івр. בנימין פיין) (17 лютого 1930 — 15 квітня 2013) — ізраїльський фізик, професор-емерит, колишній відмовник.

## Життєпис
Файн народився в київській єврейській родині. Його батько був математиком. Він прищепив дитині любов до науки, а також сильне національне почуття.
Веніаміна Файна назвали на честь свого діда, який загинув у Проскуровському погромі. Під час Другої світової війни сім'я була евакуйована і кілька разів змінювала місце проживання. Після закінчення війни сім'я залишилася в Душанбе, де Файн закінчив школу. Став студентом Московського енергетичного інституту. Протягом першого року в Москві він відвідував синагогу і намагався вивчити мови іврит та їдиш. Сильне враження на Файна справив історичний візит першого посла Ізраїлю в СРСР Голди Меїр. 1950 року Файну вдалося перевестися на фізичний факультет Горьковського університету. Він закінчив його з відзнакою. Його вчителем був майбутній лауреат Нобелівської премії Віталій Гінзбург.

## Академічна кар'єра
Файн почав свою наукову кар'єру успішно, і вже 1965 року став професором у своїй альма-матер. Він написав кілька наукових книг, перекладених англійською та німецькою мовами. 1966 року він переїхав до Москви і почав успішну роботу в Інституті фізики твердого тіла в Чорноголовці.
Починаючи з 1972 року Файн поступово почав брати участь у сіоністському русі. Брав участь у науковому семінарі відмовників, а також у Самвидаві. 1974 року він подав заявку на виїзну візу до Ізраїлю і став відмовником. Після звільнення з роботи за політичними мотивами він також став безробітним.

## Соціологічні дослідження радянського єврейства
1976 року Файн ініціював соціологічне дослідження радянського єврейства. Спроба організувати міжнародний симпозіум на цю тему була зірвана КДБ, яке відтоді пильно спостерігало за всіма його діями. У цей же період Файн поступово починає сповідувати юдаїзм. Після кількох арештів, обшуків, допитів і голодування 1977 року Файн нарешті прибув до Ізраїлю.
Разом з американським соціологом Мервіном Вербітом Файн опублікував своє дослідження про єврейську ідентичність радянських євреїв. Файн і Вербіт опублікували свої висновки 1984 року через Єрусалимський центр зв'язків з громадськістю.

## В Ізраїлі
В Ізраїлі він продовжував боротися за покращення життя радянських євреїв, а також продовжив наукову роботу в Тель-Авівському університеті в галузі квантової електроніки, лазерів і конденсованих речовин.
Починаючи з 1998 року сфера його інтересів перемістилася до філософії науки та юдаїки та взаємозв'язку між ними. Після виходу на пенсію Файн написав свою першу філософську книгу на івриті: «Creation Ex Nihilo», де він аналізує зв'язок між релігією та наукою. Твір був опублікований на івриті, а також в англійському та російському перекладах. Російська версія книги також має автобіографічну частину.
2008 року Файн завершив ще одну книгу на івриті: «Закон і провидіння». Він був опублікований у 2011 році англійською мовою видавництвом Urim Publications. У січні 2011 року вийшла третя книга Файна на івр. «דלות הכפירה» («Dalut Ha'kfira» («The Poverty of Secularism») був опублікований на івр. Mosad Ha'rav Kook.

## Діти
Фейн є батьком двох синів і однієї дочки.